# Parijs-Tours 1962
Parijs-Tours 1962 ofwel, de 56ste editie  werd verreden op zondag 7 oktober 1962. De wedstrijd had een lengte van 267,5 kilometer, startte in Parijs en eindigde in Tours.
De Nederlander Jo de Roo won de wedstrijd.
Deze wedstrijd was onderdeel van de Super Prestige Pernod.

## Uitslag
| Plaats  | Naam                | Ploeg                             | Tijd     |
| ------- | ------------------- | --------------------------------- | -------- |
| Winnaar | Jo de Roo           | Rapha-Gitane-Dunlop               | 5u57'26" |
| 2       | Frans Melckenbeeck  | Mercier-BP-Hutchinson             | + 0'02"  |
| 3       | Benoni Beheyt       | Wiel's-Groene Leeuw               | z.t.     |
| 4       | Piet Damen          | Libertas                          | z.t.     |
| 5       | Gustaaf De Smet     | Wiel's-Groene Leeuw               | z.t.     |
| 6       | Willy Bocklant      | Flandria-Faema-Clément            | z.t.     |
| 7       | Fernand Delort      | Gitane-Leroux-Dunlop-R. Geminiani | z.t.     |
| 8       | Bernard Viot        | Peugeot-BP-Dunlop                 | z.t.     |
| 9       | Etienne Vercauteren | Libertas                          | z.t.     |
| 10      | Piet Rentmeester    | Gitane-Leroux-Dunlop-R. Geminiani | z.t.     |

1896 · 
1897 · 
1898 · 
1899 · 
1900 · 
1901 · 
1902 · 
1903 · 
1904 · 
1905 · 
1906 · 
1907 · 
1908 · 
1909 · 
1910 · 
1911 · 
1912 · 
1913 · 
1914 · 
1915 · 
1916 · 
1917 · 
1918 · 
1919 · 
1920 · 
1921 · 
1922 · 
1923 · 
1924 · 
1925 · 
1926 · 
1927 · 
1928 · 
1929 · 
1930 · 
1931 · 
1932 · 
1933 · 
1934 · 
1935 · 
1936 · 
1937 · 
1938 · 
1939 · 
1940 · 
1941 · 
1942 · 
1943 · 
1944 · 
1945 · 
1946 · 
1947 · 
1948 · 
1949 · 
1950 · 
1951 · 
1952 · 
1953 · 
1954 · 
1955 · 
1956 · 
1957 · 
1958 · 
1959 · 
1960 · 
1961 · 
1962 · 
1963 · 
1964 · 
1965 · 
1966 · 
1967 · 
1968 · 
1969 · 
1970 · 
1971 · 
1972 · 
1973 · 
1974 · 
1975 · 
1976 · 
1977 · 
1978 · 
1979 · 
1980 · 
1981 · 
1982 · 
1983 · 
1984 · 
1985 · 
1986 · 
1987 · 
1988 · 
1989 · 
1990 · 
1991 · 
1992 · 
1993 · 
1994 · 
1995 · 
1996 · 
1997 · 
1998 · 
1999 · 
2000 · 
2001 · 
2002 · 
2003 · 
2004 · 
2005 · 
2006 · 
2007 · 
2008 · 
2009 · 
2010 · 
2011 · 
2012 · 
2013 · 
2014 · 
2015 · 
2016 · 
2017 · 
2018 · 
2019 ·
2020 ·
2021 ·
2022 ·
2023 ·
2024 ·
2025